# Styv fingerört
Styv fingerört (Potentilla recta) är en växtart i familjen Rosväxter.